# Itz
De Itz is een Duitse rivier die door Oberfranken / Beieren en Thüringen stroomt. De rivier ontspringt op een hoogte van 673 m aan de voet van de Bleßberg in Stelzen (Landkreis Hildburghausen) ten noordoosten van Eisfeld in het Thüringer Wald en mondt op 235 meter boven zeeniveau bij Rattelsdorf uit in de Main. De lengte is circa 80 km.

## Steden langs de Itz
- Bachfeld
- Schalkau
- Rödental
- Coburg
- Rattelsdorf

- Gemeinsame Normdatei: 4109175-9
- Virtual International Authority File: 248568660